# Isha Koppikar

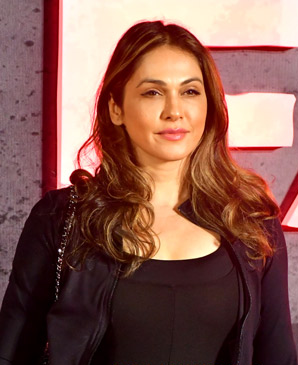
Isha Koppikar, 2025

Isha Koppikar (Hindi, ईशा कोप्पिकर, Īśā Koppikar, * 19. September 1976 in Mumbai) ist eine indische Filmschauspielerin und ein Model.

## Leben
Isha Koppikar besuchte das Ruia College in Mumbai und studierte Biologie. Während sie auf dem College war, modelte sie für Gautam Rajadhyaksha. Sie nahm am Miss India Contest im Jahr 1995 teil, gewann die „Miss Talent Crown“ und modelte unter anderem für L’Oréal, Rexona, Camay, Tips & Toes und Coca-Cola.
Ihr erster Film war der tamilische Streifen En Swasa Katre. Sie spielte neben Arvind Swamy, einem der damals erfolgreichsten Schauspieler. Sie bekam positive Kritiken für die Rolle und entschloss sich, in Bollywood zu arbeiten. Ihr erster Film dort war Ek Tha Dil Ek Thi Dhadkan (1997), bei dem Shah Rukh Sultan Regie führte, der aber bis heute (Stand: September 2005) nicht erschienen ist.
Koppikar hatte einige kleinere Rollen in Fiza (2000) und in Pyaar Ishq aur Mohabbat (2001), bis sie im Jahr 2002 für Ram Gopal Varmas Company – Das Gesetz der Macht als das Item Girl in dem Lied „Khallas!“ vor der Kamera stand. Damit erzielte sie ihren Durchbruch und erhielt den Spitznamen „Khallas-Girl“. In Nur dein Herz kennt die Wahrheit (Dil Ka Rishta) spielte sie neben Aishwarya Rai und Arjun Rampal. Im Film Girlfriend (2004) spielt sie eine Frau, die eine lesbische Beziehung hat, und in D (2004) arbeitete sie erneut mit Ram Gopal Varma arbeitete. 2005 spielte sie als Arshad Warsis Freundin in dem Salman-Khan-Film Maine Pyaar Kyun Kiya – Warum habe ich mich verliebt?
Nach 2010 war Koppikar in verschiedenen Rollen zu sehen, darunter als die kriminelle Bandenchefin Shabri im gleichnamigen Film aus dem Jahr 2011 oder als Kriminalkommissarin Durga Bhavani im indisch-kanadischen Thriller Looty aus dem Jahr 2018. Looty stellte Koppikars erste größere Performance seit längerer Zeit dar. Der Streifen erhielt überwiegend negative Kritiken.
Im Jahr 2019 trat Koppikar öffentlichkeitswirksam der rechtsnationalistisch-rechtsextremen indischen Partei Bharatiya Janata Party bei und engagierte sich innerhalb der Partei in Fragen des öffentlichen Verkehrs mit einem Fokus auf Anliegen von Frauen.

## Filmografie
- 1998: Kaadhal Kavidai
- 1999: En Swasa Katre
- 2000: Fiza
- 2001: Rahul
- 2001: Pyaar Ishq Aur Mohabbat

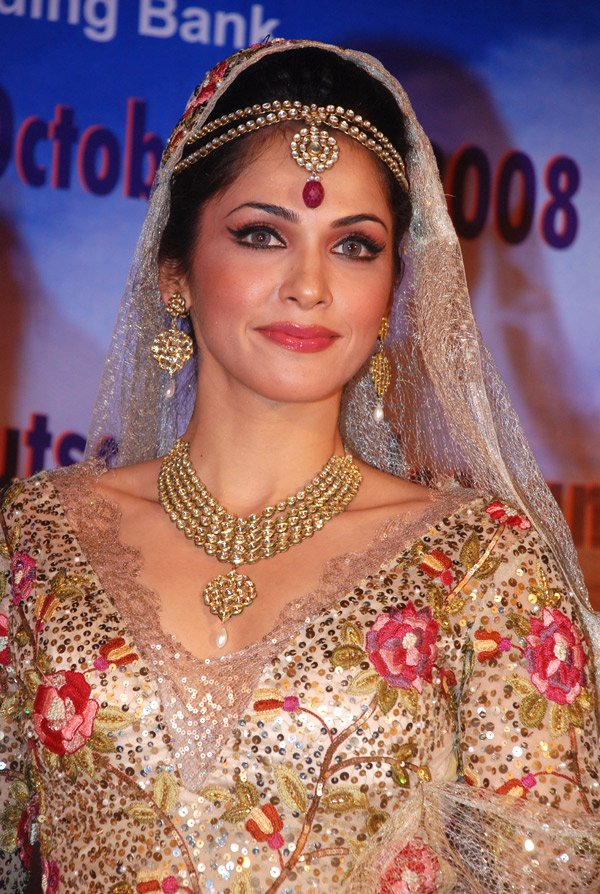
Isha Koppikar (2009)

- 2001: Aamdani Atthanni Kharcha Rupaiya
- 2002: Company – Das Gesetz der Macht (Cameo)
- 2002: Kaante (Cameo)
- 2003: Pinjar
- 2003: Nur dein Herz kennt die Wahrheit (Dil Ka Rishta)
- 2003: Qayamat: City Under Threat
- 2003: Darna Mana Hai
- 2003: LOC Kargil
- 2004: Rudraksh
- 2004: Krishna Cottage
- 2004: Hum Tum – Ich & du, verrückt vor Liebe
- 2004: Girlfriend
- 2004: Ek Se Badhkar Ek
- 2004: Inteqam: The Perfect Game
- 2005: Kyaa Kool Hai Hum
- 2005: D
- 2005: Maine Pyaar Kyun Kiya – Warum habe ich mich verliebt?
- 2006: 36 China Town
- 2006: Don – Das Spiel beginnt
- 2007: Raakh
- 2007: Salaam-e-Ishq
- 2007: Darling
- 2008: Hello
- 2008: Ek Vivaah … Aisa Bhi
- 2010: Right Yaa Wrong
- 2010: Minsara Kadhali
- 2010: Hello Darling
- 2011: Shabri
- 2017: Keshava
- 2017: FU: Friendship Unlimited
- 2018: Looty
- 2019: Kavacha
- 2022: Love You Loktankra
- 2024: Anyalaan